# Ram Dass
Ram Dass, född Richard Alpert 6 april 1931, död 22 december 2019, även känd som Baba Ram Dass, var en amerikansk spirituell lärare, psykolog, och författare av boken Be Here Now (1971).